# Cables eléctricos submarinos en España

## En servicio
- Tarifa - Ferdigua (Marruecos): 2 conexiones de 400 kV (HVAC). El 1.º circuito (Proyecto REMO I (Refuerzo Eléctrico Mediterráneo Occidental)) se comenzó a instalar en 1997 y comenzó a operar en 1998 y su capacidad de intercambio de 450 MW en sentido España-Marruecos.

El segundo circuito (Proyecto REMO II), tuvo un presupuesto de 115 millones de euros comenzó a operar en junio de 2006. Supuso elevar la capacidad de intercambio hasta los 900 MW y fue financiado a partes iguales entre las empresas distribuidoras eléctricas de España (REE) y Marruecos (ONE) aunque con apoyo del BEI y del BAD. Ambos circuitos discurren en paralelo a una distancia de unos 500 metros y a una profundidad máxima de 620 metros, el primer circuito mide 26 km submarinos mientras que el segundo llega hasta los 29 km submarinos y poco más de 2 km subterráneos a cada lado del Estrecho.
- Península - Baleares o Proyecto Rómulo: Es una conexión bipolar de 250 kV a corriente continua (HVDC) que consta de un triple cable, eléctrico y de fibra óptica. Su tendido comenzó el 13 de enero de 2011[2] y comenzó a operar en diciembre de 2011. Conectando Sagunto con Calviá y permitiendo realizar intercambios de hasta 400 MW lo que permite incluir a las Baleares en el sistema eléctrico peninsular. La longitud del tramo submarino es de 237 km (a los que hay que añadir otros 7 km en tierra firme), el coste completo del proyecto es de 375 millones de euros (275 millones para el tendido del cable y 50 millones para cada una de las 2 subestaciones transformadoras CA/CC) y alcanza una profundidad máxima de 1.485 metros.[3][4]
- Mallorca - Menorca: 1 cable a 132 kV (HVAC).[4] Limitado a transportar 35 MW por su antigüedad (1981). Esta prevista su sustitución en 2020 por un nuevo cable con el triple de capacidad.
- Ibiza - Formentera: 1 cable a 10 kV (HVAC) y otro a 20 kV (HVAC).[4] El primero se instaló en 1972 y tiene una capacidad de 9 MW, mientras que el segundo se instaló en 1980 y tiene una potencia de 18 MW. Está previsto de dejen de prestar servicio a partir de 2016, cuando comenzarán a funcionar dos nuevos cables.
- Lanzarote - Fuerteventura: 1 cable a 33 kV (HVAC) y otro a 66 kV (HVAC). El 1.º data de 1977 y se acerca al fin de su vida útil, mientras que el 2.º data de 2005. El cable que entró en servicio en 2005 tiene una longitud de 14,5 km, costó 12,3 millones de euros y supone triplicar la capacidad del cable preexistente. Está planificada su repotenciación a 132 kV.[5][6][7]
- Otros menores: Santa Pola - Isla de Tabarca,[8] Lanzarote - La Graciosa (1.985, ~ 1 MW, ~ 1 km, costó 58 mll. de ptas de la época).

## En proyecto o construcción (Conexiones intrabaleares. Horizone 2015)
- Menorca - Mallorca: 1 cable monopolar a 132 kV (HVAC) con cable de retorno y con capacidad para 100 MW.[9] Está previsto que entre en servicio en 2015 o 2016. Su coste se estima en 60 millones de euros y en torno a 2020 sustituirá a la actual interconexión que data de comienzos de 1981.[10] Esta nueva interconexión tendrá una longitud de 67 kilómetros (40 kilómetros de cable submarino, 15 kilómetros de cable subterráneo en Mallorca y 12 kilómetros de cable subterráneo en Menorca) y discurrirá a una profundidad máxima de 75 metros.[11]
- Mallorca - Ibiza (o Rómulo 2): 2 cables a 132 kV (HVAC) con cable de retorno y con capacidad para 200 MW.[9] Comenzó a operar en pruebas en verano de 2016 y su coste fue de 225 millones de euros.[4][10] Será la interconexión eléctrica submarina a corriente alterna más larga (118 km) y más profunda (800 m) del mundo.[12]
- Ibiza - Formentera: 2 cables a 66 kV (HVAC) con capacidad para 100 MW.[9] Sustituirá a los actuales cables que datan de 1972 y 1980 y tienen una capacidad conjunta de 27 MW. Está previsto que los trabajos de construcción se realicen en 2016 para que comience a prestar servicio en 2016. La nueva interconexión tendrá un trazado de 23 km submarinos y 9,3 terrestres, y un coste de 77,7 mll. de euros.[13]

## En estudio (Conexiones intracanarias y Península-periferia: Horizonte 2020)
- Lemóniz y/o Ciérvana - Burdeos (Francia): Sería a corriente continua y tendría una potencia de 2.000 MW elevando la capacidad de intercambios entre la península ibérica y el resto de Europa de 2.800 a 4.800 MW. Se estima que tendrá una longitud de unos 360 km y requerirá una inversión de unos 1.600 millones de euros.[14]
- España (Algeciras) - (Dalía) Marruecos: 3.º enlace península-Marruecos a 400 kV (HVAC) y con 450 MW de capacidad. Tendría continuidad mediante tendido aéreo hacia el nodo eléctrico marroquí de Tagramt.
- 2.ª Interconexión Península - Baleares: Conectaría Castellón con Alcudia y tendría el doble de capacidad que su predecesora.
- Gran Canaria- Fuerteventura: 2 circuitos a 132 kV (HVAC).[15]
- Fuerteventura - Tarfaya (Marruecos): 2 circuitos a 132 kV (HVAC) con capacidad para 200 MW o 1 circuito a 250 kV a corriente continua con capacidad para 400 MW.
- Fuerteventura - Lanzarote: 1 conexión a 132 kV (HVAC) con capacidad para unos 100 MW.[6][7] Sustituirá a la interconexión de 30 kV que data de 1.977.
- Algeciras - Ceuta: 2 circuitos a 132 kV (HVAC) con una capacidad de 200 MW. Tendría continuidad mediante tendido aéreo hacia la subestación marroquí de Tagramt complementando las interconexiones península-Marruecos en el Estrecho. Tendrá una longitud de 40 km. En 2016 y 2017 se realizaran todos trámites administrativos y técnicos, en 2018 se ejecutaran las obras y en 2019 entrara en servicio. Esta presupuestada en 130 millones de euros.[16]
- Tenerife - La Gomera: 1 conexión a 33 kV (HVAC) o de 2x15 kV (HVAC) con capacidad para unos 50 MW. Se estima que su coste ronde los 179,9 mll. de euros. La interconexión tendrá una longitud de 42 km e incluirá una subestación en cada isla.[17] En noviembre de 2014 comenzaron los trabajos los análisis ambientales para realizar esta interconexión.[18] Su finalidad será la de unificar los sistemas eléctricos de La Gomera y Tenerife abaratando los costes de producción, aumentando la fiabilidad del sistema y permitiendo la implantación de la energía eólica en ambas islas.

## En estudio (Horizonte 2030)
- Algeciras - Dalía (Marruecos): 4.º enlace península-Marruecos a 400 kV (HVAC) y con 700 MW de capacidad. Tendría continuidad mediante tendido aéreo hacia el nodo eléctrico marroquí de Tagramt.
- Jove - Brest (Francia) - Plymouth (Reino Unido): 800 kV (HVDC) y 2.000 MW. Tendría como finalidad el intercambio de picos y valles eólicos entre las Islas Británica. Francia y la península ibérica. Para tener un trazado rectilíneo Galicia-Normandía la tecnología de cables submarinos tendría que evolucionar y abaratarse mucho, así que lo más probable es que fuese una interconexión de cabotaje, Lugo, Asturias, Cantábria, Vizcaya y diversas ciudades francesas hasta llegar a Brest. Desde donde partirán otras interconexiones hacia Reino Unido e Irlanda. Esto permitiría interconectar los múltiples parque eólicos marínos proyectados en toda esta área del golfo de Vizcaya, entre sí, con las redes de suministro terrestre en múltiples puntos y con las importantes centrales reversibles existentes y proyectadas en la Conrnisa Cantábrica: En Cantábria, Aguayó I y II y Mina de Las Caleras; en Asturias, Tanes; en Lugo y Ourense, Camba-Conso, San Esteban II, Soutelo II, Puente Bibey, Edrada-Santo Estevo, Santa Cristina, Conchas-Salas, Belesar III y Belesar-Peares. Con una potencia conjunta de bombeo de unos 3100 MW.
- Carboneras - Orán (Argelia): 800 kV (HVDC). Su construcción iría directamente vinculada al desarrollo de energía solar en Argelia y no comenzaría antes de 2020.[19]
- Vejer de la Frontera - Tánger (Marruecos): 2x220 kV (HVAC)y 400 MW de capacidad. Completaría las interconexiones España-Marruecos por el Estrecho de Gibraltar (Vejer-Tánger 2x200 MW, Tarifa-Mellousa 2x450 MW, Algeciras-Tagramt 2x450 MW y Algeciras-Ceuta-Tagramt 2x100 MW, sumando una capacidad total de 2.400 MW). Dependerá de la evolución del crecimiento de la demanda eléctrica en Marruecos, de los desequilibrios entre demanda y producción marroquíes y de la evolución del proyecto DesserTec.
- Tenerife - Gran Canaria: 2 circuitos a 132 kV o a 220 kV (HVAC). Dependerá de cuando la evolución tecnológica permite superar la profundidad entre ambas islas con unos costes razonables.